# You've Changed
"You've Changed" é uma canção da cantora australiana Sia Furler, extraída de seu quinto álbum de estúdio We Are Born (2010). A canção foi originalmente co-escrita e lançada em 2008 pela disc jockey (DJ) e produtora Lauren Flax, depois, em 2009, re-gravada por Sia. O single foi anunciado com uma postagem de Sia na rede social Twitter, e disponibilizado no mesmo de graça.  Em 31 de janeiro de 2010, a canção esteve na 31ª posição na tabela musical Australia Singles Top 50, do ARIA, muito antes de Sia entrar em várias tabelas musicais com a música Chandelier (2014).
Nos Estados Unidos, a canção original gravada por Lauren Flax esteve na 47ª posição na tabela musical Billboard Hot Dance Club Songs em abril de 2010. Uma das versões foram usadas na temporada 1 do The Vampire Diaries.

## Desempenho nas tabelas musicais

### Charts
| Tabela musical (2010)      | Melhor posição |
| -------------------------- | -------------- |
| Austrália (Singles Top 50) | 31             |
| Países Baixos (Top 40)     | 33             |